# Therizinosauroidea
Therizinosauroidea je nadčeledí podřádu Theropoda, tedy obvykle dravých dinosaurů. Do této skupiny bizarních dravých i všežravých teropodů patřili dinosauři často s dlouhými drápy na předních končetinách, relativně malými hlavami a dlouhými krky. Žili v období křídy na území dnešního Mongolska, Číny a USA. Podle nálezů některých jedinců (např. rod Beipiaosaurus) víme, že byli jako jiní maniraptoři opeření a byli blízce příbuzní dnešním ptákům. Největší zástupce Therizinosaurus dosahoval obřích rozměrů (délka 10 až 12 metrů, hmotnost asi 6 tun).

## Geografické rozšíření
Tato skupiny byla v období pozdní křídy značně rozšířená, její zástupci jsou známí především ze Severní Ameriky a východní Asie. Velmi hojní byli ještě v nejsvrchnější křídě Mongolska a Číny nebo například také Aljašky.

## Klasifikace
- Nadčeleď Therizinosauroidea
  - Rod Beipiaosaurus
  - Rod Falcarius
  - Rod Jianchangosaurus
  - Rod Lingyuanosaurus
  - Rod Suzhousaurus
  - Čeleď Alxasauridae
    - Rod Alxasaurus

  - Čeleď Nanshiungosauridae
    - Rod Nanshiungosaurus

  - Čeleď Therizinosauridae
    - Rod Enigmosaurus
    - Rod Erliansaurus
    - Rod Erlikosaurus
    - Rod Neimongosaurus
    - Rod Nothronychus
    - Rod Paralitherizinosaurus
    - Rod Segnosaurus
    - Rod Therizinosaurus